# 学院怀疑主义
学院怀疑主义指的是古代柏拉图主义的怀疑时期，可追溯到公元前266年左右。当时，阿尔克西拉乌斯是柏拉图学院的校长。尽管个别哲学家（例如法沃里努斯和他的老师普魯塔克)继续捍卫学院怀疑主义，公元前90年，阿什凯隆的安条克（Antiochus of Ascalon）拒绝了怀疑主义。 不同于现存的怀疑主义学派，皮浪主义者坚持认为对事物的认识是不可能的。 想法或观念从来都不是真的；但是存在一定的可能性，因此也有一定的信仰，这使得一个人可以行动。 这所学校的特点是攻击斯多葛学派 ，尤其是斯多葛派的教义，即"令人信服的印象会带来真正的知识" 。 最著名的学术怀疑论者是阿尔克西拉乌斯 ， 卡尔内阿德斯和费隆 。 关于学院怀疑主义最广泛的古代文献是《学院怀疑论》(Academica) ，作者是学院怀疑主义哲学家西塞罗 。 